# Конвенція про кіберзлочинність
Конвенція про кіберзлочинність (англ. Convention on Cybercrime), також відома як Будапештська конвенція — перший міжнародний договір, спрямований на боротьбу з інтернет-злочинністю та комп'ютерною злочинністю (кіберзлочинністю) шляхом гармонізації національних законів, удосконалення методів розслідування та розширення співпраці між державами. Він був розроблений Радою Європи в Страсбурзі, Франція, за активної участі держав-спостерігачів Ради Європи: Канади, Японії, Філіппін, Південної Африки та США.
Конвенція та Пояснювальна доповідь були прийняті Комітетом міністрів Ради Європи на 109-й сесії 8 листопада 2001 року. Вона була підписана в Будапешті 23 листопада 2001 року та набула чинності 1 липня 2004 року. Станом на квітень 2023 року 68 держав ратифікували конвенцію, тоді як ще дві держави (Ірландія та Південна Африка) підписали конвенцію, але не ратифікували її.
Відколи вона набула чинності, такі важливі країни, як Індія, відмовилися прийняти Конвенцію на тій підставі, що вони не брали участі в її розробці. Росія виступає проти Конвенції, і зазвичай відмовляється співпрацювати з правоохоронними органами у розслідуванні кіберзлочинів. Це перший багатосторонній юридично обов'язковий інструмент для регулювання кіберзлочинності. З 2018 року Індія переглядає свою позицію щодо Конвенції після сплеску кіберзлочинності, хоча побоювання щодо обміну даними з іноземними агентствами залишаються.
1 березня 2006 року набув чинності Додатковий протокол до Конвенції про кіберзлочинність. Ті держави, які ратифікували додатковий протокол, зобов'язані криміналізувати поширення расистських і ксенофобських матеріалів через комп'ютерні системи, а також погрози та образи на ґрунті расизму чи ксенофобії.
ООН розробляє альтернативний договір про кіберзлочинність.